# Ascerodes prochlora
Ascerodes prochlora är en fjärilsart som beskrevs av Edward Meyrick 1905. Ascerodes prochlora ingår i släktet Ascerodes och familjen vecklare. Inga underarter finns listade i Catalogue of Life.